# Batalló de Sant Sever
El batalló de Sant Sever fou una de les unitats militars de la Coronela de Barcelona durant la guerra a ultrança de la guerra de successió espanyola.
Fou creat en 1713 quan el comandament general de l'Exèrcit de Catalunya, el tinent mariscal Antoni de Villarroel va suggerir reformar la Coronela per fer-la més funcional i el 2 d'agost se'n va aprovar la nova escala. Estava format per nou companyies:
- 1a Companyia: Notaris causídics
- 2a Companyia: Ferrers i calderers
- 3a Companyia: Hortolans del Portal Nou
- 4a Companyia: Gerrers, ollers, matalassers i perxers
- 5a Companyia: Daguers i beiners
- 6a Companyia: Carnissers
- 7a Companyia: Sabaters de vell
- 8a Companyia: Tintorers, retorcedors de seda i hostalers
- 9a Companyia: Estudiants de medicina, filosofia i teologia